# Ökoszisztéma

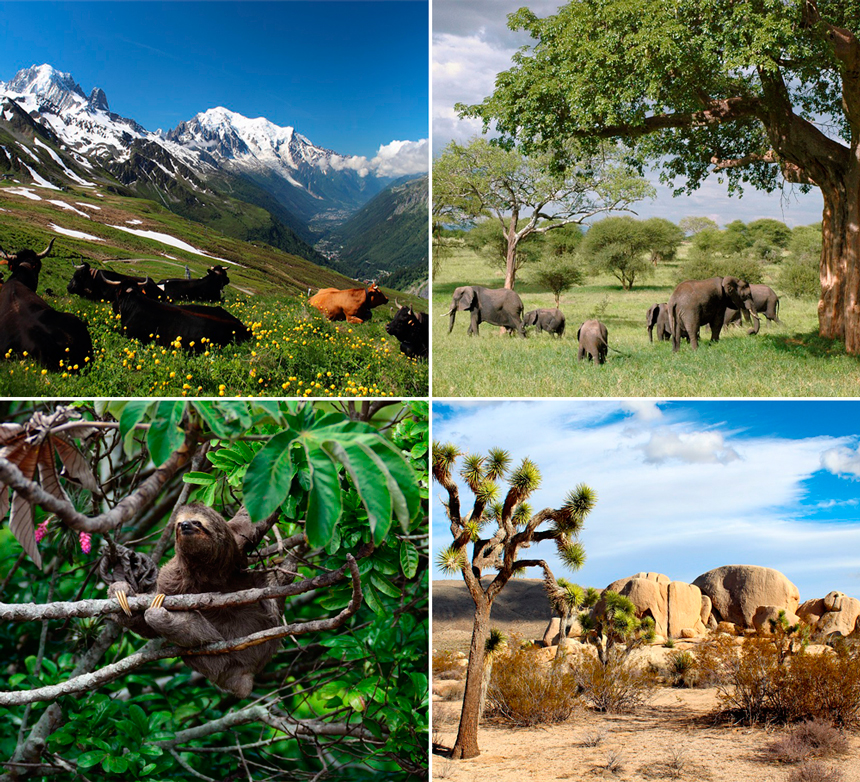
Az ökoszisztéma az élőhely és az ott élő társulások együttese

Az ökoszisztéma az ökológia egyik központi fogalma. A hazai és a nemzetközi szaknyelvi jelentése jelentősen eltér egymástól, ami számos félreértés forrása lehet.

## Az ökoszisztéma fogalma
A hazai ökológiai szaknyelvben az ökoszisztéma az ökológiai jelenségek értelmezése, vizsgálata céljából – az ökológiai kutatómunka során – létrehozott rendszermodell.
A nemzetközileg elfogadott meghatározás szerint azonban az ökoszisztéma a társulás (biocönózis) és az élőhely (biotóp) együttese.
Tágabb értelemben számos esetben használják az ökoszisztéma kifejezést egyes komplex rendszerek meghatározásaként, pl. Apple ökoszisztéma, innovációs ökoszisztéma.
Ökoszisztémaként nagyon sokféle valós rendszer vizsgálható. Ökológiai rendszermodellt egy akvárium élőlényegyüttesére, egy Petri-csészében szaporodó baktériumok populációjára vagy akár a bioszféra egészére is felírhatunk. A modell azonban mindig egy leegyszerűsítést, lényegkiemelést jelent, így a modell viselkedése sohasem teljesen azonos a vizsgált objektum viselkedésével.
Az ökoszisztéma-modellek a kiválasztott ökológiai rendszer és környezete kapcsolatát vizsgálják.
Ökoszisztémákat biomatematikai és bioinformatikai kutatómunka eredményeképpen környezeti információs rendszerek keretében készítenek el.